# 櫻庭立樹
櫻庭 立樹（さくらば りき、1999年10月13日 - ）は、北海道滝川市生まれ、札幌市出身のサッカー選手。ポジションは、ゴールキーパー
(GK)。Jリーグ・ガイナーレ鳥取所属。

## 来歴
北海道コンサドーレ札幌アカデミー出身で2016年と2017年には北海道コンサドーレ札幌の2種登録選手として登録された。
その後筑波大学に進み、2022年に当時JFLだったFC大阪への加入が決まった。
2024年、ガイナーレ鳥取に移籍。

## 所属クラブ
- 明苑Jr.FC[3]
- 岩見沢Jr.FC1985[3]（岩見沢市立南小学校) [4]
- コンサドーレ札幌U-15[3]（岩見沢市立光陵中学校）[4]
- 北海道コンサドーレ札幌U-18[3]（市立札幌開成中等教育学校）[2]
  - 2016年 - 2017年 北海道コンサドーレ札幌（2種登録選手）[3]
- 筑波大学
- 2022年 - 2023年  FC大阪
- 2024年 -  ガイナーレ鳥取

## 個人成績
| 国内大会個人成績 | 国内大会個人成績 | 国内大会個人成績 | 国内大会個人成績 | 国内大会個人成績 | 国内大会個人成績 | 国内大会個人成績 | 国内大会個人成績 | 国内大会個人成績 | 国内大会個人成績 | 国内大会個人成績 | 国内大会個人成績 |
| 年度             | クラブ           | 背番号           | リーグ           | リーグ戦         | リーグ戦         | リーグ杯         | リーグ杯         | オープン杯       | オープン杯       | 期間通算         | 期間通算         |
| 年度             | クラブ           | 背番号           | リーグ           | 出場             | 得点             | 出場             | 得点             | 出場             | 得点             | 出場             | 得点             |
| 日本             | 日本             | 日本             | 日本             | リーグ戦         | リーグ戦         | リーグ杯         | リーグ杯         | 天皇杯           | 天皇杯           | 期間通算         | 期間通算         |
| ---------------- | ---------------- | ---------------- | ---------------- | ---------------- | ---------------- | ---------------- | ---------------- | ---------------- | ---------------- | ---------------- | ---------------- |
| 2020             | 筑波大           | 1                | -                | -                | -                | -                | -                | 5                | 0                | 5                | 0                |
| 2022             | FC大阪           | 34               | JFL              | 4                | 0                | -                | -                | -                | -                | 4                | 0                |
| 2023             | FC大阪           | 30               | J3               | 0                | 0                | -                | -                | -                | -                | 0                | 0                |
| 2024             | 鳥取             | 39               | J3               | 19               | 0                | 1                | 0                | 0                | 0                | 20               | 0                |
| 通算             | 日本             | 日本             | J3               | 19               | 0                | 1                | 0                | 0                | 0                | 20               | 0                |
| 通算             | 日本             | 日本             | JFL              | 4                | 0                | -                | -                | -                | -                | 4                | 0                |
| 通算             | 日本             | 日本             | 他               | -                | -                | -                | -                | 5                | 0                | 5                | 0                |
| 総通算           | 総通算           | 総通算           | 総通算           | 23               | 0                | 1                | 0                | 5                | 0                | 29               | 0                |

- Jリーグ初出場 : 2024年2月25日 J3第1節 FC今治戦 (今治里山スタジアム)

- 2016年、2017年は2種登録選手で公式戦出場無し。

その他の公式戦
- 2022年
  - 大阪サッカー選手権大会 2試合0得点
- 2023年
  - 大阪サッカー選手権大会 2試合0得点

## 選抜・代表歴
- 2014年：U-15Ｊリーグ選抜、U-16日本代表
- 2017年：U-18日本代表候補
- 2018年：U-19全日本大学選抜EAST
- 2019年：デンソーカップチャレンジサッカー関東選抜A、U-20全日本大学選抜
- 2021年：デンソーカップチャレンジサッカー関東C・北信越選抜

## タイトル

### クラブ
筑波大学
- 茨城県サッカー選手権大会：1回（2020年）